# Parti social-démocrate européen
Le Parti démocrate de Moldavie (en roumain : Partidul Democrat din Moldova, abrégé en PDM) est un parti politique moldave de centre gauche,. Fondé en 1997, il est membre associé du Parti socialiste européen (PSE) et membre à part entière de l'Internationale socialiste.
Selon ses statuts, le PDM affirme que la Moldavie est un État indépendant, souverain et démocratique, basé sur la justice, qui fait partie de la famille unie des démocraties européennes.

## Histoire

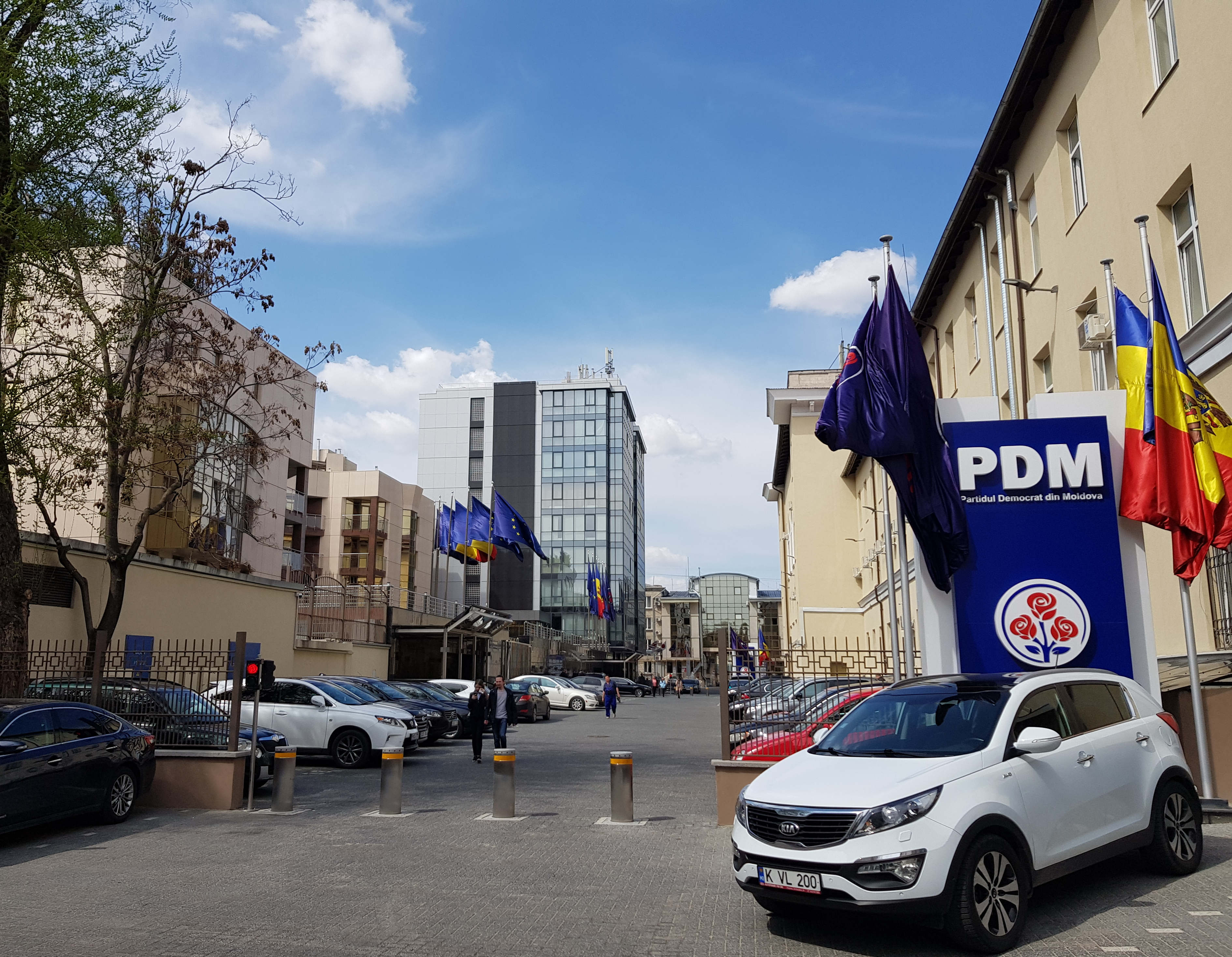
Quartier général du parti à Chişinău, Strada București 90.

Le parti a été créé le 8 février 1997 en tant que Mouvement pour une Moldavie démocratique et prospère (MDP),,. Lors du congrès du 17 octobre 1998 on a élu les dirigeants du parti et on a adopté un statut et un programme politique basé sur les principes de la démocratie sociale. Dans le cadre des élections législatives qui ont eu lieu en mars 1998, le bloc électoral,, le bloc électoral constitué sur la base du Mouvement pour une Moldavie démocratique et prospère - a obtenu plus de 18% des et 24 sièges au parlement, ce qui lui a permis de participer à la gouvernance, dans le cadre de l'Alliance pour la démocratie et les réformes (ADR). De 1997 jusqu’à l'été de 2009, le parti a été dirigé par Dumitru Diacov, qui, pendant les années 1997-2001, a occupé le poste de président du parlement. En 1999, Ion Sturza, le représentant du MDPM, a été nommé au poste de premier ministre.
Le 15 avril 2000, le congrès du parti change son nom pour celui de Parti démocrate de Moldavie. Lors des élections législatives de février 2001, le PDM recueille 79 757 voix (5,02 %), sans toutefois dépasser le seuil électoral de 6 %. Le 25 mai 2003, durant les élections locales, le parti obtient plus de 8,3 % des votes et est bien positionné dans le pays.
Le 22 novembre 2003, le congrès établit de nouveaux objectifs pour parti. L'un des principaux documents adoptés est la version nouvelle du programme politique, dans laquelle le parti déclare le caractère immuable de ses domaines d'action et de ses principes. Au congrès, le Parti démocrate déclare son intention d’adhérer à l'Internationale socialiste ainsi que d’adopter une résolution sur les relations entre le Parti démocrate de Moldavie et le mouvement syndical. Le 8 mai 2004, pour répondre aux attentes des électeurs concernant le renforcement des forces réformatrices et démocratiques, le Parti démocrate de Moldavie, l'Alliance « Notre Moldavie » et le Parti social-libéral (Moldavie) (PSL) créent le Bloc la Moldavie démocrate (BMD).
À la suite des élections législatives du 6 mars 2005, PDM a remporté 8 sièges, étant le seul parti à avoir perdu les élections en 2001 et à revenir au parlement en 2005. En octobre 2007, les députés du PSL ont adhéré au groupe parlementaire du PDM et le nombre de démocrates a augmenté à 11 ce qui a fait que PDM soit la troisième force politique du parlement.
Après la fusion du PDM avec le Parti social libéral, qui a eu lieu durant le Congrès du 10 février 2008, Dumitru Diacov a été réélu au poste du président du parti et l'ancien dirigeant du PSL, Oleg Serebrian, a été ainsi désigné vice-président. L'hymne de parti du PDM est devenu « L'Ode à la joie » de Beethoven, le symbole du vecteur pro-européen du parti et de son adhésion au courant fédéraliste européen.
Ensuite, le 19 juillet 2009, au Congrès extraordinaire du PDM Marian Lupu a été élu le président du parti.
Le Élections législatives moldaves d'avril 2009, le Parti démocrate n'a recueilli que 2,97% des voix et n’a donc pas accédé au parlement.
Lors des élections de 29 juillet 2009, le PDM a remporté 13 sièges ce qui l’a rapidement fait devenir l'une des quatre composantes de l'Alliance pour l'intégration européenne (AIE) qui a obtenu la majorité des votes au parlement de la République de Moldavie. Marian Lupu, le candidat du PDM, a été délégué en tant que candidat de l’Alliance pour l’intégration européenne au poste de président de la République de Moldavie aux élections du 10 novembre et 7 décembre 2009, mais n’a pas réussi à obtenir suffisamment de votes.
À la suite des élections législatives anticipées du 28 novembre 2010, PDM a remporté 15 sièges au parlement et ainsi, est devenu l'une des trois composantes de l'AEI - 2.
Au début de 2013, à la suite du cas fortement médiatisé « Pădurea Domnească » (la Forêt royale), l'alliance s'est effondrée. En mai 2013, PDM (avec 15 députés), le Parti libéral-réformateur (Moldavie) (31 députés) et le Parti libéral réformiste (sept députés) ont créé la nouvelle coalition gouvernementale - la Coalition pro-européenne.
À la suite des élections législatives du 30 novembre 2014, PDM a obtenu 15,8% des votes et a formé la coalition pro-européenne au pouvoir, qui comptait 19 députés. Après les élections, PDM et PLDM (23 députés) ont créé la coalition minoritaire au pouvoir - l’Alliance politique pour une Moldavie européenne.
Depuis 2009, le Parti démocrate est membre à part entière de l'Internationale socialiste. De 2010 à 2015, le PDM a été un membre observateur du Parti socialiste européen, en juin 2015, PDM est devenu membre associé du Parti socialiste européen.
Le 14 janvier 2016, Pavel Filip, délégué par PDM et soutenu par la nouvelle majorité parlementaire, est devenu le nouveau candidat au poste de premier ministre,.
Le gouvernement dirigé par Pavel Filip a été voté et nommé avec les voix de 57 députés: 20 députés du PDM, 13 députés du PL, 14 anciens députés du Parti communiste, huit députés du PLDM et deux anciens députés du PLDM.
Le VIIIe Congrès a été convoqué à la suite des décisions adoptées lors de la réunion du Conseil politique du PDM du 10 décembre 2016, lorsque le dirigent du parti, Marian Lupu, a annoncé sa démission du poste de président du PDM. La tâche principale du VIIIe Congrès était l'élection de la direction nouvelle, l'adoption des nouvelles modifications dans les statuts du parti et l’établissement de nouveaux objectifs de modernisation du parti. L’homme d’affaires, Vladimir Plahotniuc, a été élu au poste de président du PDM et a recueilli un vote favorable à l’unanimité des délégués au congrès. Vladimir Plahotniuc a déclaré qu'il se concentrerait sur la modernisation du parti politique pour qu'il devienne un parti qui promeut les intérêts des citoyens plutôt que les intérêts géopolitiques. Les délégués du congrès ont également élu Pavel Filip premier vice-président du PDM, ont voté la liste du nouveau Conseil politique national et ont adopté les nouveaux statuts du parti.
Selon les organisateurs, environ 1000 délégués de tous les districts du pays et invités de l'étranger ont participé au congrès.
Le 10 mars 2017, les 14 anciens députés communistes qui formaient PSDM «la Plateforme sociale-démocrate pour la Moldavie» ont rejoint la faction parlementaire du Parti démocrate de Moldavie,. Le chef de la faction démocratique, Marian Lupu, a déclaré lors de la conférence de presse que la décision du 14 députés « est un pas qui conduira au renforcement de la majorité parlementaire », ainsi, PDM devient le plus grand groupe politique du parlement.
En mars 2017, Iurie Bolboceanu, député du parti de 2005 à 2009, est arrêté pour haute trahison, pour avoir livré des informations sensibles à un espion russe. Il est condamné à 14 ans de réclusion.
Lors des élections législatives de 2019, PDM obtient 23,6 % des voix, soit 30 sièges au parlement et devient le deuxième parti du pays. Lors des élections de 2021, il chute à 1,8 % des voix et perd toute représentation parlementaire.

## Idéologie
La doctrine du PDM est basée sur les principes de la social-démocratie.
Les valeurs qu'il affiche sont l’égalité, la solidarité et la liberté. En 2019, le PDM vise à atteindre les objectifs politiques suivants, conformément à ses valeurs fondamentales et aux besoins du développement durable de la République de Moldavie:
1. La consolidation de l'ordre constitutionnel dans l'État, en garantissant le respect des droits de l'homme politiques, économiques et sociaux, conformément à la Déclaration universelle des droits de l'homme, à la Convention européenne des droits de l'homme et à d'autres instruments juridiques internationaux;
2. La construction et la confirmation dans la République de Moldavie d'une nation civile selon le principe «nous sommes tous des Moldaves en tant que citoyens de la République de Moldavie», tout en respectant le droit de chaque citoyen d'auto-identification ethnique;
3. L’achèvement du processus de réintégration territoriale de la République de Moldavie par des décisions politiques, de manière pacifique;
4. L’attribution à l'État d’un rôle socialement actif qui, grâce à des institutions fortes, devraient devenir une force équilibrante dans la société. C'est l'État qui doit veiller à assurer la prospérité publique, à accomplir des tâches d'intérêt commun, à promouvoir la justice et la solidarité dans la société. Les attributs d'institutions publiques fortes sont la bonne gouvernance, la loi et la transparence;
5. La réformation et la modernisation de l'administration publique locale et centrale, dont l'activité doit être alignée aux intérêts du pays et orientée au service des citoyens;
6. L’implémentation dans République de Moldavie du concept d'un État social puissant, jouant un rôle clé dans la protection contre les risques sociaux, dans l’assurance de la prospérité économique et sociale de ses citoyens, en mettant l'accent sur l'éducation, la recherche, l'innovation, la culture et l'adhésion aux valeurs nationales;
7. Le respect du droit des citoyens au travail et du droit de construire leur propre avenir en matière de sécurité économique et sociale. À cet égard, le PDM considère que l'État est obligé d'investir dans le citoyen et d’assurer des emplois bien rémunérés et une formation professionnelle continue des citoyens;
8. La mise en place d'un système équitable de redistribution des revenus de l'État pour offrir des conditions de vie décentes aux personnes inaptes au travail (enfants, personnes âgées, personnes handicapées, etc.). Il est nécessaire de développer et d'utiliser les ressources de la société pour assurer l'égalité des droits, donner à chacun la possibilité de créer son propre destin, de réduire les inégalités économiques, de lutter contre la pauvreté et d’assurer la justice sociale;
9. Le développement de l'ensemble optimal de programmes pour la protection sociale des groupes sociaux vulnérables, en accordant une grande attention au développement et à la promotion des politiques d'inclusion sociale et d'emploi des personnes handicapées;
10. La mise en place d'un système efficace de soins médicaux et d'éducation auquel chaque citoyen devrait avoir accès, quelles que soient les ressources financières disponibles;
11. La diversification et le développement de programmes modernes de formation et d’adoption de jeunes conjointement avec les politiques fondées sur le concept de vieillissement actif;
12. L’assurance du droit à la propriété privée et d’une concurrence libre et loyale en tant que fondement de l'économie de marché, de la dignité humaine et de la sécurité. La propriété privée est l'expression économique d'une initiative libre du citoyen et un facteur clé du progrès économique global, de la prospérité individuelle et collective;
13. La consolidation de la démocratie représentative pour donner plus de crédibilité aux institutions et garantir aux citoyens le droit de s'exprimer librement et de participer aux processus décisionnels;
14. Le respect des droits de l'homme et des libertés fondamentales, du droit à l'identité culturelle, linguistique, religieuse et ethnique des citoyens de la République de Moldavie. Nous cherchons à combattre et à condamner tout type d’extrémisme, de manifestation de racisme, chauvinisme, séparatisme ethnique ou territorial;
15. L’assurance des opportunités égales entre les hommes et les femmes, la reconnaissance du rôle des femmes dans la famille et dans la société moldave, le soutien et la promotion de l’égalité des sexes dans les structures décisives du parti et de l’État;
16. Le développement d'un système fiscal équitable visant à garantir la sécurité et à contribuer à la réduction des tensions sociales, ainsi qu’à faciliter le développement économique;
17. L’application des politiques économiques visant à une croissance économique durable et uniforme dans tout le pays, basée sur l'innovation, la productivité et la compétitivité, créant des conditions permettant de générer des revenus dans les budgets de tous les niveaux, suffisants pour assurer la mise en œuvre des politiques sociales et la prospérité de la population;
18. Le développement d'une économie mixte compétitive visant à combiner un système privé dynamique, un secteur public efficace et un système de services de qualité à la disposition des citoyens. Combinaison des efforts de ces secteurs, y compris en appliquant le concept de partenariat public-privé;
19. La mise en œuvre du principe de développement durable visant à répondre aux besoins actuels. La conservation de l'environnement, menacé par les activités humaines, les risques de changement climatique et la perte de la biodiversité. L'État doit répondre aux besoins actuels de la société de manière à ne pas nuire à l'avenir des nouvelles générations.
20. Le renforcement du statut constitutionnel de neutralité permanente;
21. La promotion d'une politique étrangère équilibrée visant à assurer l'image et les intérêts de la République de Moldavie dans le contexte régional et mondial, en intégrant la République de Moldavie dans l'Union européenne et en développant la coopération avec les pays de la CEI.

## Direction
- Pavel Filip, président du PDM, membre du Parlement
- Dumitru Diacov, le président honoraire, président de la faction PDM au Parlement
- Alexandru Jizdan, secrétaire général du PDM, membre du Parlement

Le Conseil politique national du PDM est l’organe directeur du parti entre deux congrès. La réunion du Conseil politique national est convoquée au moins deux fois par an par le président du PDM ou à la demande d’au moins 1/3 des membres du Conseil politique national. Le Conseil politique national du PDM est élu par le Congrès pour un mandat de quatre ans, la composition numérique étant déterminée par la décision du PDM. Le Conseil politique représente les membres de tous les districts du pays, ce qui garantit que le pouvoir décisionnel des membres du PDM est mis en valeur et respecté. Le Conseil d’administration du PDM est l’organe exécutif décisionnel du PDM, qui coordonne l’activité au cours de la période entre les réunions du Conseil politique national. Le Conseil d’administration est élu pour un mandat de quatre ans et est composé de 31 membres. Le Bureau permanent est l'organe qui effectue une analyse opérationnelle et une synthèse de l'activité du parti pendant la période entre les réunions du Conseil politique national et du Conseil exécutif et est convoqué chaque semaine ou en tant que de besoin à la demande du président du PDM. Le Bureau permanent du PDM réunit le président, le premier vice-président, le président honoraire, les vice-présidents et le secrétaire général du PDM. Cette direction est mandatée par les membres du parti pour analyser et décider les activités politiques quotidiennes du PDM.
PDM comprend l’Organisation des femmes, les Jeunes démocrates, l’Organisation des personnes âgées « Le trésor de la nation » et des élus locaux. L'Organisation des femmes est l'organisation de parti des femmes la plus puissante, active et représentative en Moldavie.

## Adhérents
Le nombre de membres du parti est d’environ 54 000 en 2018.

## Congrès
| Événement                                                                                                 | Date de l'évènement | Décisions/résultats |
| --- | ------------------- | --- |
| Congrès pour la constitution du Mouvement social-politique « Pour une Moldavie démocratique et prospère » | 8 février 1997      | - Dumitru Diacov a été réélu président; - le programme du mouvement social-politique « Pour une Moldavie démocratique et prospère » est approuvé. |
| Ier congrès de la PmDPM                                                                                   | 17 octobre 1998     | - Dumitru Diacov a été réélu président ; - l'organe directeur a été élu ; - le lancement de l'appel aux partis et mouvements centristes à s'unir dans une organisation politique pour le développement du pays. |
| IIe congrès de la PmDPM                                                                                   | 15 avril 2000       | - PmDPM a été réorganisée en Parti démocrate de Moldavie (PDM); - les organes directeurs ont été élus ; - les modifications aux statuts du parti ont été adoptées ; - le Programme politique et économique du PDM a été voté; - Dumitru Diacov a été réélu président. |
| Le IIIe congrès de la PmDPM                                                                               | 22 novembre 2003    | - la mobilisation des ressources organisationnelles et informationnelles du PDM pour assurer le franchissement du seuil électoral ; - les modifications aux Statuts du PDM ont été adoptées. |
| IVe congrès de la PmDPM                                                                                   | 3 juillet 2005      | - la composition de la direction du parti a été confirmée ; - Dumitru Diacov a été réélu président. |
| Ve congrès du PDM                                                                                         | 10 février 2008     | - le Parti social libéral a fusionné avec le Parti démocrate de Moldavie, appelé par la suite le Parti démocrate de Moldavie; - le renforcement du centre politique de la République de Moldavie dans le contexte des préparations aux élections législatives de 2009; - la nouvelle direction du parti a été élue: Dumitru Diacov a été élu président du parti uni, Oleg Serebrian — le premier vice-président du PDM, Oazu Nantoi, Valentina Buliga, Igor Klipii, Valentina Stratan et Dumitru Ivanov ont été élus les vice-présidents du PDM, Oleg Tulea, le dirigeant de l'Organisation des jeunes du Parti démocrate, a été nommé secrétaire général du parti;                                                                                                   |
| VIe congrès extraordinaire du PDM                                                                         | 19 juillet 2009     | - des modifications ont été apportées aux statut du parti ; - Marian Lupu a été élu président ; - Dumitru Diacov a été élu président honoraire du parti ; - Oleg Serebrian a gardé son poste de premier vice-président; - Valeriu Lazăr (ancien ministre de l'économie et du commerce) a été élu secrétaire général ; - Igor Corman, Oleg Tulea, Oazu Nantoi, Valentina Stratan, Igor Klipii et Valentina Buliga ont été nommés vice-présidents ; - les membres du PCRM et du PSD (des organisations de district du PSD - Glodeni, Bălți, Anenii Noi) ont rejoint le PDM ; - le dirigeant du Mouvement social-politique «La nouvelle force» Valeriu Pleșca, a annoncé que le Mouvement soutiendrait PDM aux élections du 29 avril 2009, et le rejoindra par la suite. |
| VIIe congrès du PDM                                                                                       | 16 juin 2012        | - des mesures ont été adoptées pour moderniser PDM dans le contexte politique existant et pour choisir les nouveaux organes directeurs du parti ; - Marian Lupu a été élue président; - Vladimir Plahotniuc a été élu premier vice-président; - ont été élus le Conseil politique national du parti, la Commission nationale des censeurs et la Commission d'éthique et d'arbitrage; - les nouveaux documents statutaires du PDM, y compris les Statuts et la Doctrine politique. |
| VIIIe congrès du PDM                                                                                      | 24 décembre 2016    | - le dirigeant du parti, Marian Lupu, a annoncé sa démission du poste de président du PDM. - Vladimir Plahotniuc a été élu président du PDM ; - Pavel Filip a été élu premier vice-président ; - la liste du nouveau Conseil national politique a été votée ; - une nouvelle version des statuts du parti a été adoptée. |
| IXe congrès du PDM                                                                                        | 7 septembre 2019    | - Pavel Filip a été élu président de PDM,; - Alexandru Jizdan a été élu secrétaire général du PDM, ; - la déclaration politique et la résolution du congrès ont été adoptées ; - la liste du nouveau Conseil politique national a été votée ; - les amendements au statut du PDM ont été approuvés. |
| Xe congrès du PDM                                                                                         | 20 novembre 2022    | - Le parti devient le Parti social-démocrate européen - Ion Sula a été élu président de PSDM et Mircea Buga premier vice-président |

## Logotype
Le logotype du Parti démocrate de Moldavie est composé de trois roses issues d'une tige et couronnées d'un demi-cercle.

## Résultats électoraux

### Élections législatives
| Année   | Voix   | Sièges   | Rang | Évolution |
| ------- | ------ | -------- | ---- | --------- |
| 1998    | 18,2 % | 21 / 101 | 3e   |           |
| 2001    | 5,0 %  | 15 / 101 | 5e   | 24        |
| 2005    | 28,5 % | 8 / 101  | 2e   | 8         |
| 04/2009 | 3,0 %  | 0 / 101  | 7e   | 8         |
| 07/2009 | 12,5 % | 13 / 101 | 4e   | 13        |
| 2010    | 12,7 % | 15 / 101 | 3e   | 2         |
| 2014    | 15,8 % | 19 / 101 | 4e   | 4         |
| 2019    | 23,6 % | 30 / 101 | 2e   | 11        |
| 2021    | 1,8 %  | 0 / 101  | 6e   | 30        |

Note: en 2005, PDM a participé aux élections avec l'Alliance « Notre Moldavie »
Note: en 2018, le PDM constitue la plus grande faction parlementaire au parlement de la République de Moldavie, détenant 42 mandats de députés.

### Élections locales

#### Conseils de district et municipaux
| Année | Voix    | %    | Sièges     |
| ----- | ------- | ---- | ---------- |
| 2007  | 112 242 | 9,7  | 117 / 1103 |
| 2011  | 212 504 | 15,4 | 226 / 1120 |
| 2015  | 226 661 | 17,6 | 259 / 1116 |
| 2019  | 177 811 | 29,0 | 238 / 1108 |

Note: en 2017, le nombre de représentants aux postes de direction est de 31 personnes (les présidents et les vice-présidents des districts).

#### Conseils de villes et de villages
| Année | Voix    | %    | Sièges       |
| ----- | ------- | ---- | ------------ |
| 2007  | 105 888 | 10,5 | 1155 / 10621 |
| 2011  | 209 284 | 18,8 | 2663 / 10630 |
| 2015  | 232 460 | 21,9 | 2810 / 10564 |

#### Maires
| Année | Voix    | %    | Sièges    |
| ----- | ------- | ---- | --------- |
| 2007  | 112 242 | 9,7  | 74 / 895  |
| 2011  | 212 504 | 15,4 | 220 / 898 |
| 2015  | 226 661 | 17,6 | 287 / 898 |
| 2017  | 396     | 44   | 396 / 898 |
| 2019  | 261     | 29,0 | 261 / 898 |

## Adhésion internationale
Le Parti démocrate est membre consultatif de l'Internationale socialiste (depuis le 1er juillet 2008) et collabore avec le Parti socialiste européen et avec les partis sociaux-démocrates et sociaux-libéraux des autres pays.
En juin 2018, le Parti démocrate de Moldavie a rejoint le groupe social-démocrate de l'Assemblée parlementaire de l’Organisation pour la sécurité et la coopération en Europe.